# Peter Czejke
Peter Czejke, oftmals auch Peter Czeike, (* 2. April 1943 in Prag) ist ein österreichischer Schauspieler und Hörspielsprecher, der zunächst als Kinderdarsteller bekannt wurde und später im Lehrberuf tätig war.

## Leben und Wirken
Czejke begann 1947 mit Kinderrollen am Theater aufzutreten und wurde im Jahr darauf, als Fünfjähriger gemeinsam mit seiner Mutter Isolde Kaspar-Czejke, von dem Kameramann und Regisseur Carl Kurzmayer für zwei sehr bescheiden angelegte, im ländlichen Österreich spielende Kinofilme (Die Schatztruhe, Die Sonnhofbäuerin) erstmals vor die Linse geholt. Seine offensichtliche Unbefangenheit im Umgang mit der Kamera führte dazu, dass Peter Czejke in den kommenden Jahren ein gefragter Darsteller herziger Kinder des österreichischen Films wurde und bisweilen, wie bei dem Streifen Stadtpark, der in Deutschland unter dem Titel Kleiner Peter, große Sorgen anlief, einen Film als Hauptdarsteller zu tragen wusste. Das Gros seiner Rollen, in ihrer Ausrichtung oft recht sentimental und herzerwärmend angelegt, waren Söhne aller Arten.
1957 beendete der 14-jährige Junge, der aber weiterhin für den ORF Hörspiele eingesprochen hatte, seine Filmtätigkeit weitgehend und trat auch am Theater nur noch bis 1960 an Wiener Bühnen auf, darunter so zentrale Spielstätten wie das Burgtheater und das Theater in der Josefstadt. 1962 begann Czeike ein Studium der Germanistik und Anglistik und war seit 1967 im Lehrberuf tätig. In den 1980er Jahren kehrte er zeitweise zur Bühnenarbeit zurück als er, in Zusammenarbeit mit Irena Racek, von 1983 bis 1988 Puppenspielkurse beim Weinviertler Kultursommer gab. Peter Czejke erarbeitete dabei mit Kindern das jeweilige Thema und den Text der entsprechenden Stücke, Irena Racek malte mit den Puppenspiel-Teilnehmern die Bühnenbilder.

## Filmografie (komplett)
- 1948: Die Schatztruhe
- 1948: Die Sonnhofbäuerin
- 1951: K – Das Haus des Schweigens
- 1951: Kleiner Peter, große Sorgen (Stadtpark)
- 1951: Wien tanzt
- 1951: Das letzte Rezept
- 1952: Nicht die Zeit für Blumen (No Time for Flowers)
- 1954: Der Schmied von St. Bartholomä
- 1955: Der Kongreß tanzt
- 1956: Wilhelm Tell
- 1956: Die liebe Familie
- 1957: Meine schöne Mama
- 1962: Die vergessenen Jahre

## Hörspiele (Auswahl)
- 1950: Nikolai Alexejewitsch Nekrassow: Geburt eines Dichters (Nekrassow als Kind) – Regie: Otto Ambros (Hörspielbearbeitung – ORF)
- 1951: Gerhart Hauptmann: Hanneles Himmelfahrt (Junge) – Regie: Ludwig Unger (Hörspielbearbeitung – ORF)
- 1952: Bertolt Brecht: Die Verurteilung des Lukullus – Bearbeitung und Regie: Heinz Schulbaur (Hörspielbearbeitung – ORF)
- 1953: Erich Lussmann: Der Verdammte (Einziger Sprecher) – Regie: Ludwig Standl (Hörspielbearbeitung – ORF)
- 1954: Hans Schubert: Stadtpark (Peter) – Regie: Julius Filip (Hörspielbearbeitung – ORF)
- 1955: Heide Mautz: Kind zu verschenken (Johannes) – Regie: Gustav Bartelmus (Hörspielbearbeitung – ORF)
- 1956: Thornton Wilder: Unsere kleine Stadt (Joe) – Bearbeitung und Regie:  Edwin Zbonek (Hörspielbearbeitung – ORF)
- 1957: Friedrich Forster: Robinson soll nicht sterben (Jim) – Bearbeitung und Regie: Edwin Zbonek (Hörspielbearbeitung – ORF)
- 1957: Johann Nestroy: Zu ebener Erde und erster Stock (Tandler Schluckers Sohn Christoph) – Regie: Erich Schwanda (Hörspielbearbeitung – ORF)
- 1960: Johann Nestroy: Der böse Geist Lumpazivagabundus 2. Teil oder Der Weltuntergang oder Die Familien Zwirn, Knieriem und Leim (Jukundus) – Regie: Erich Schwanda (Hörspielbearbeitung – ORF)
- 1960: Erwin Wickert: Der Klassenaufsatz (Schüler und Stimme) – Regie: Erich Schwanda (Original-Hörspiel – ORF)
- 1960: Gerhard Fritsch, Franz Hiesel: Die Reise nach Österreich (2. Teil: Die Familiengruft oder Es stand ein Schloß in Österreich) (Eberhard) – Regie: Gerlach Fiedler (Originalhörspiel – NDR/ORF)
- 1960: Felix Braun: Aufruf zur Tafel (Vorzugsschüler) – Regie: Herbert Brunar (Hörspielbearbeitung – ORF)
- 1962: Alfred Hartner: Richter Justus Veit (Peter, Sohn der Veits) – Regie: Alfred Hartner (Hörspielbearbeitung – ORF)
- 1963: Laurie Lee: Magellans Fahrt (Enrique, ein Sklave Magellans) – Regie: Herbert Brunar (Hörspielbearbeitung – ORF)
- 1964: Wolfgang Hildesheimer: Die Bartschedel-Idee (Stimme) – Bearbeitung und Regie: Otto Ambros (Hörspielbearbeitung – ORF)
- 1964: Mirko Božić: Der Gerechte (Student) – Regie: Erich Schwanda (Hörspielbearbeitung – ORF)
- 1966: Alfred Hartner: Herzog Arnos Krieg (Kurier) – Regie: Alfred Hartner (Hörspielbearbeitung – ORF)
- 1967: Ödön von Horváth: Jugend ohne Gott (2 Teile) (Schüler L) – Bearbeitung und Regie: Ernst Wolfram Marboe (Hörspielbearbeitung – ORF)
- 1968: Miles Malleson: Sechs Männer von Dorset (Polizist, 2. Redner) – Regie: Herbert Fuchs (Originalhörspiel – ORF)
- 1968: Martin Sperr: Jagdszenen aus Niederbayern (Abram, Barbaras Sohn) – Regie: Ernst Wolfram Marboe (Hörspielbearbeitung – ORF)
- 1969: Marcel Valmy: Eine kleine Lüge (1. Harlekin) – Regie: Ernst Wolfram Marboe (Hörspielbearbeitung – ORF)
- 1970: Madie Bendermacher-Strohe: So sehen Fliegen das (Waffenfliege) – Regie: Ernst Wolfram Marboe (Originalhörspiel – ORF)
- 1973: Heinz Rudolf Unger: Spartakus – Regie: Georg Madeja (Originalhörspiel – ORF)
- 1973: Heinz Rudolf Unger: Sintflut – Regie: Georg Madeja (Originalhörspiel – ORF)